# Chiswick Park
Chiswick Park to stacja metra w londyńskiej dzielnicy Chiswick, borough Hounslow, ulokowana między stacjami Turnham Green i Acton Town. Jest obsługiwana przez linię District. Znajduje się w trzeciej strefie biletowej. Stacja została otwarta 1 lipca 1879 roku przez Metropolitan District Railway na odcinku z Turnham Green do Ealing Broadway. Początkowo nazywała się Acton Green, a od 1889 roku Chiswick Park and Acton Green. Obecna nazwa została nadana w 1910 roku.